# Alina Tuchtajewa
Alina Tuchtajewa (* 15. August 2001) ist eine kasachische Skispringerin.

## Werdegang
Alina Tuchtajewa debütierte am 16. und 17. September 2017 im schweizerischen Kandersteg im FIS Cup, wo sie zweimal den 38. Platz belegte. Nach weiteren Wettbewerbsteilnahmen am FIS Cup startete Tuchtajewa am 15. und 16. Dezember 2017 im norwegischen Notodden zum ersten Mal im Continental Cup, wo sie mit zwei 25. Plätzen zugleich auch ihre ersten Continental-Cup-Punkte erreichte. Im Sommer 2018 nahm sie an den Wettbewerben des Skisprung-Grand-Prix 2018 in Hinterzarten und Tschaikowski teil, verpasste aber in den beiden Einzelwettbewerb mit den Plätzen 40 und 31 jeweils das Finale.
Bei den Junioren-Weltmeisterschaften 2019 in Lahti Ende Januar 2019 belegte Tuchtajewa im Einzelwettbewerb Platz 46; im Mannschaftswettbewerb wurde sie mit Walentina Sderschikowa, Dajana Pecha und Weronika Schischkina 10. und damit Vorletzte. Bei den einen Monat später stattfindenden Nordischen Skiweltmeisterschaften 2019 im österreichischen Seefeld belegte sie im erstmals ausgetragenen Damen-Mannschaftsspringen ebenfalls gemeinsam mit Walentina Sderschikowa, Dajana Pecha und Weronika Schischkina den elften Platz.
Tuchtajewa lebt derzeit in Almaty.

## Statistik

### Continental-Cup-Platzierungen
| Saison  | Platz | Punkte |
| ------- | ----- | ------ |
| 2017/18 | 72.   | 012    |
| 2018/19 | 52.   | 023    |